# Сейтас
Сейтас (азерб. Seytas) — село в административно-территориальном округе села Гёярджик Губадлинского района Азербайджана.

## История
В ходе Первой карабахской войны, в 1993 году село было занято армянскими вооружёнными силами, и до 2020 года находилось под контролем непризнанной НКР. После окончания Второй карабахской войны осенью 2020 года, небольшие участки в Губадлинском и Зангеланском районах оставались под контролем армянской стороны. По словам премьер-министра Армении Никола Пашиняна, 9 ноября, во время подписания заявления о прекращении огня, стороны достигли «устного взаимопонимания» о том, чтобы «провести уточнение пограничных точек» на этих участках. В итоге, в декабре армянские войска «отступили на границу Советской Армении», и территории Губадлинского и Зангеланского районов полностью вернулись под контроль Азербайджана.